# 小刀根トンネル
座標: 北緯35度36分9.8秒 東経136度8分12.8秒 / 北緯35.602722度 東経136.136889度

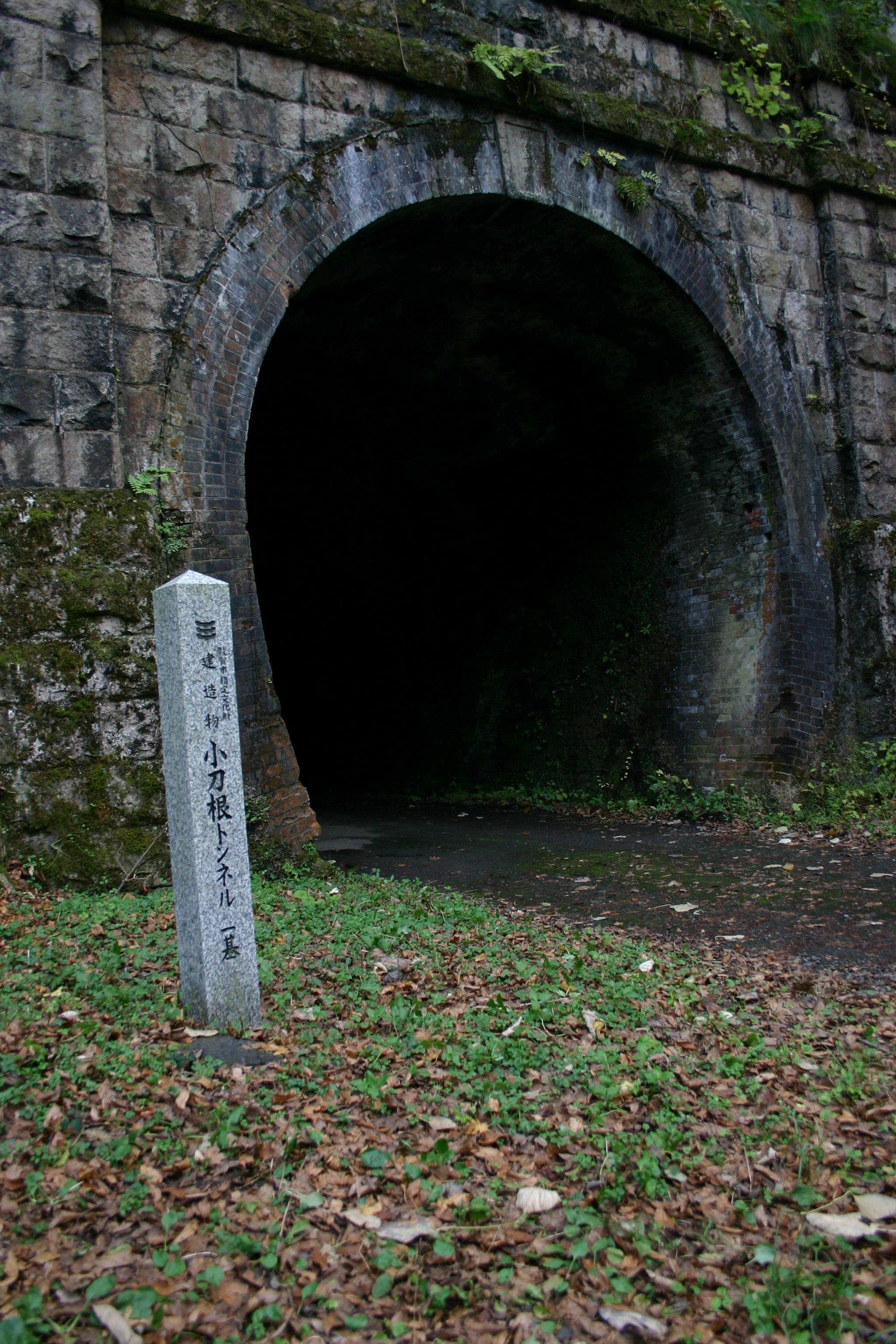
小刀根トンネル

小刀根トンネル（ことねトンネル）は、福井県敦賀市にあるトンネル。元来は北陸本線（のちに柳ヶ瀬線、1964年廃止）のトンネルとして1881年（明治14年）に建設されたもので、当時の姿を留める鉄道トンネルとしては日本最古である。

## 概要
明治政府は近代化を急ぐ中、鉄道路線の計画に着手し、東京 - 横浜、京都 - 神戸、敦賀 - 米原の方針を立て、敦賀 - 長浜区間が1880年（明治13年）に着工した。この区間のトンネルは、曽々木・刀根・小刀根・柳ヶ瀬の4箇所であったが、1964年（昭和39年）の廃線後には車道に転用され、2016年（平成28年）現在、曽々木トンネルは開削されて消滅、刀根トンネルは拡張工事で新しく造り替えられ、また柳ヶ瀬トンネルも部分的に改修を受け、当時の姿を完全には留めていない。この中で、小刀根トンネルのみが手付かずで残っている。日本人技術者による鉄道トンネルとしては、逢坂山トンネルに次ぐ古さであり、当時のまま現存するトンネルとしては国内最古のものである。蒸気機関車のD51は、このトンネルのサイズに合わせて造られたとも言われている。1996年（平成8年）には敦賀市指定有形文化財となり、2014年（平成26年）には土木学会の選奨土木遺産に選定されている。現在は、県道から外れた脇道となっており、内部を徒歩で通行して見学することが可能である。

## 遺構
小刀根トンネルは、総高6.2m・全幅16.7m・総延長56mと小規模であるが、当時の建築技術が随所に窺える。トンネルの形は馬蹄型のレンガ積みであり、入口上部の要石には「明治十四年」の文字が刻まれている。内部は下半分が石積み造りで上半分はレンガ積みとなっており、レンガの積み方には、イギリス積み、長手積みがみられる。中央部に待避所が設けられており、また一部が掘削されたままの岩盤が露出した状態となっている。
なお、トンネル西側の笙の川に架かっている小さな橋も鉄道遺構であり、橋台部には石組みが見られ、現在の路盤の下部に当時の鉄橋である桁橋（ガーダー橋）がそのまま残っている。

## 年表
- 1869年（明治2年） - 日本初の鉄道建設計画が決定[4]。
- 1871年（明治4年） - 日本初の石屋川トンネル完成（設計はイギリス人による）[2]
- 1872年（明治5年） - 新橋 - 横浜間が開通[4]。
- 1877年（明治10年） - 京都 - 大阪間が開通[4]。
- 1880年（明治13年） - 日本人の設計としては日本初の逢坂山トンネル完成[2]。敦賀線の着工[4]。
- 1881年（明治14年） - 曽々木・刀根・小刀根トンネルが竣工[3]。
- 1884年（明治17年） - 柳ヶ瀬トンネルが竣工し、長浜 - 敦賀間が開通[4]。
- 1909年（明治42年） - 米原 - 直江津間の名称が北陸本線となる[8]。
- 1957年（昭和32年） - 深坂トンネルが開通し、木ノ本 - 敦賀間が柳ヶ瀬線となる[4]。
- 1964年（昭和39年） - 柳ヶ瀬線が廃線となり、自動車道路に転用。
- 1996年（平成8年） - 小刀根トンネルが敦賀市指定有形文化財に指定[2]。
- 2014年（平成26年） - 小刀根トンネルが土木学会選奨土木遺産に選定[6]。

## アクセス
- 最寄りの駅のJR新疋田駅からは約5km。
- JR敦賀駅よりバス(愛発線)乗車、「宮前橋」下車、徒歩10分。

## 関連画像

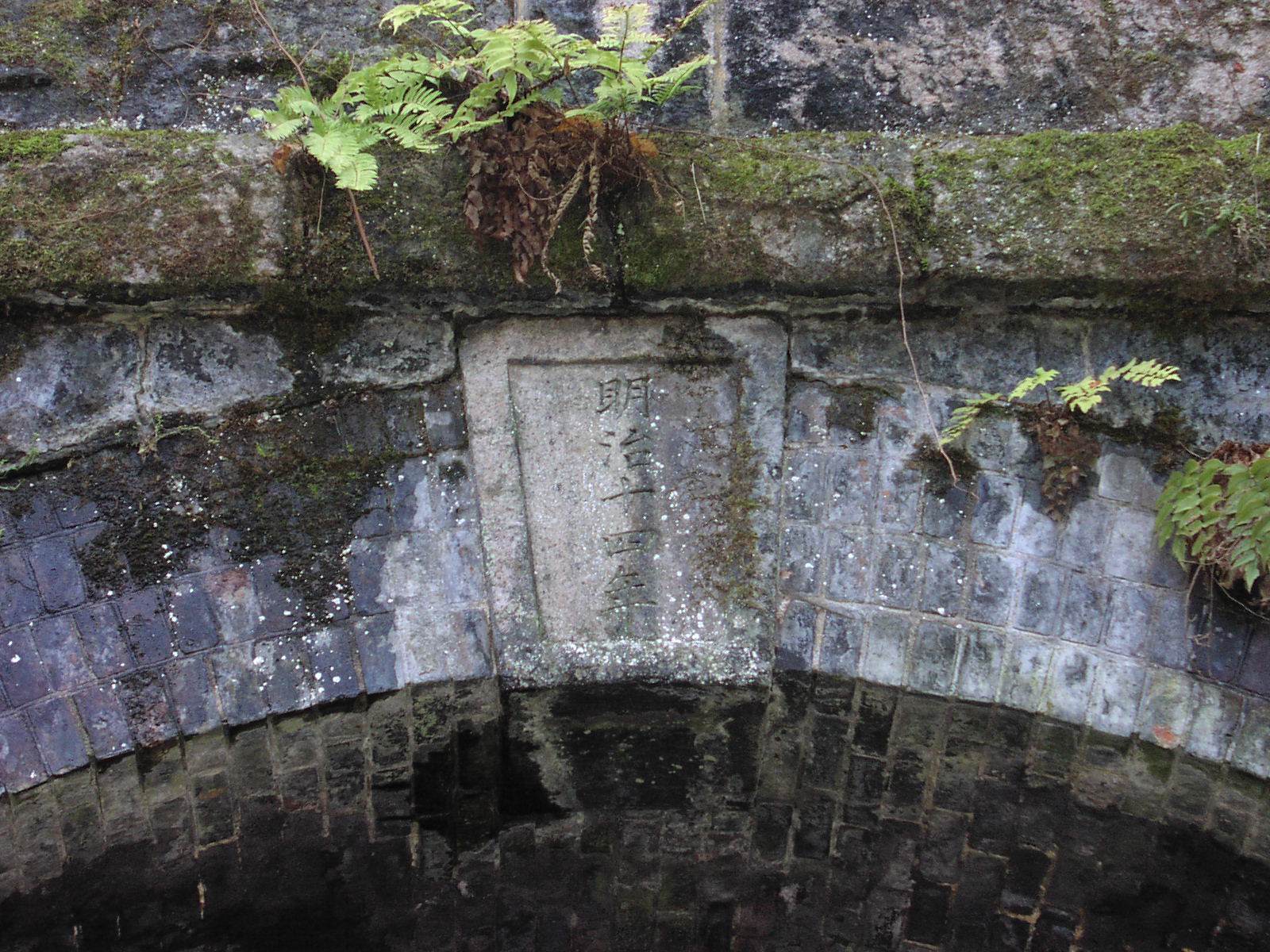
小刀根トンネルの要石
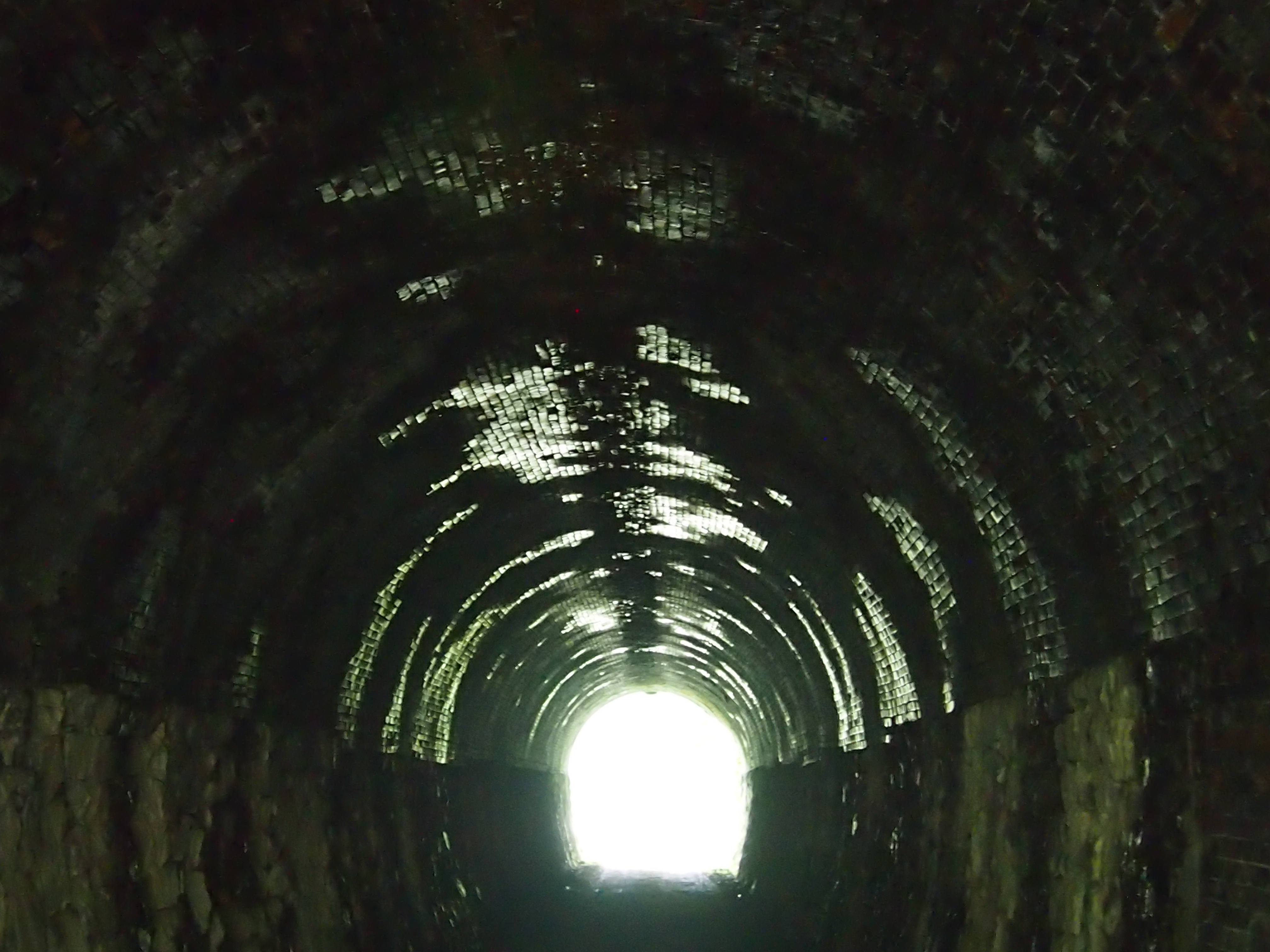
小刀根トンネル内部
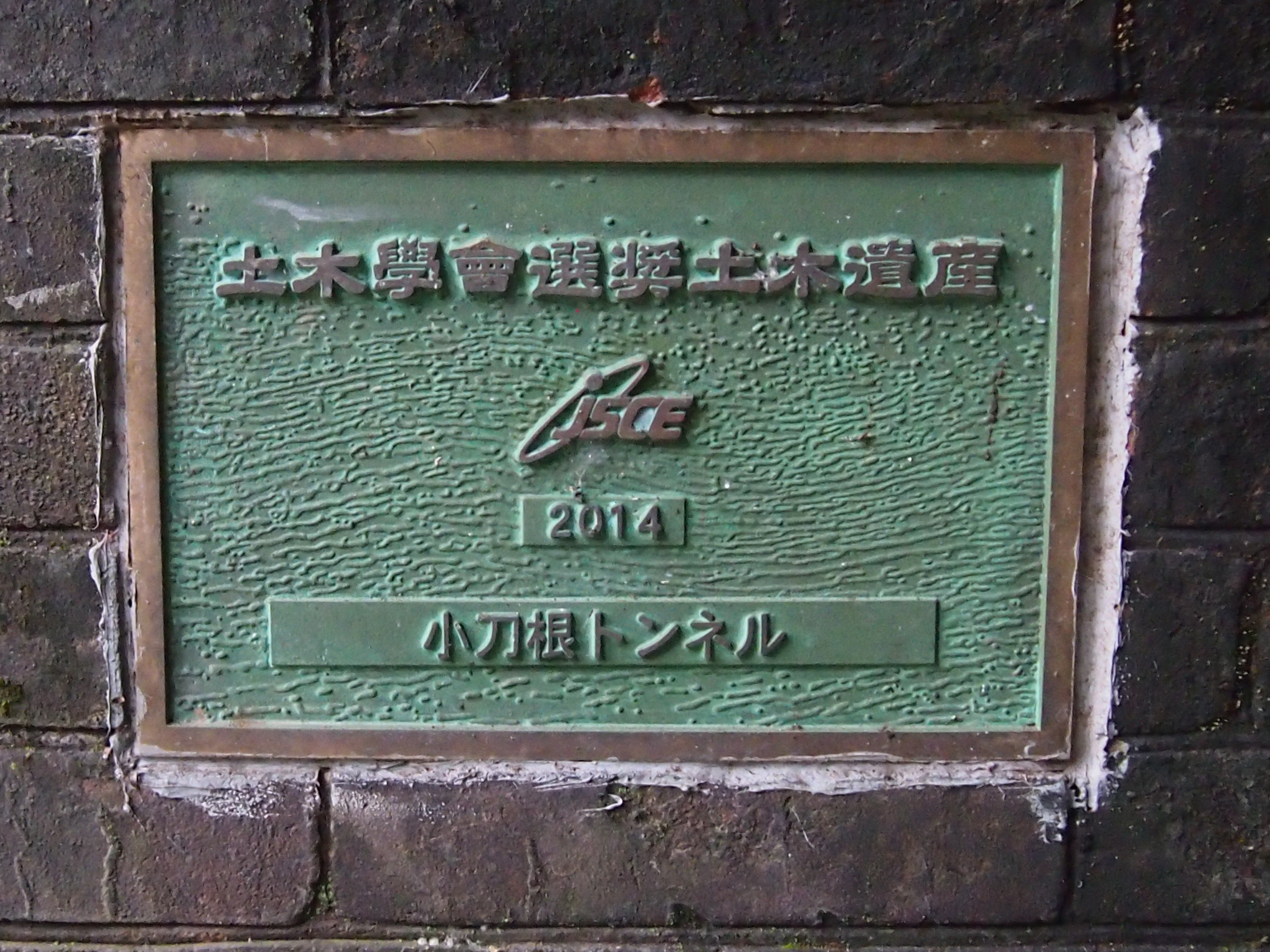
選奨土木遺産プレート
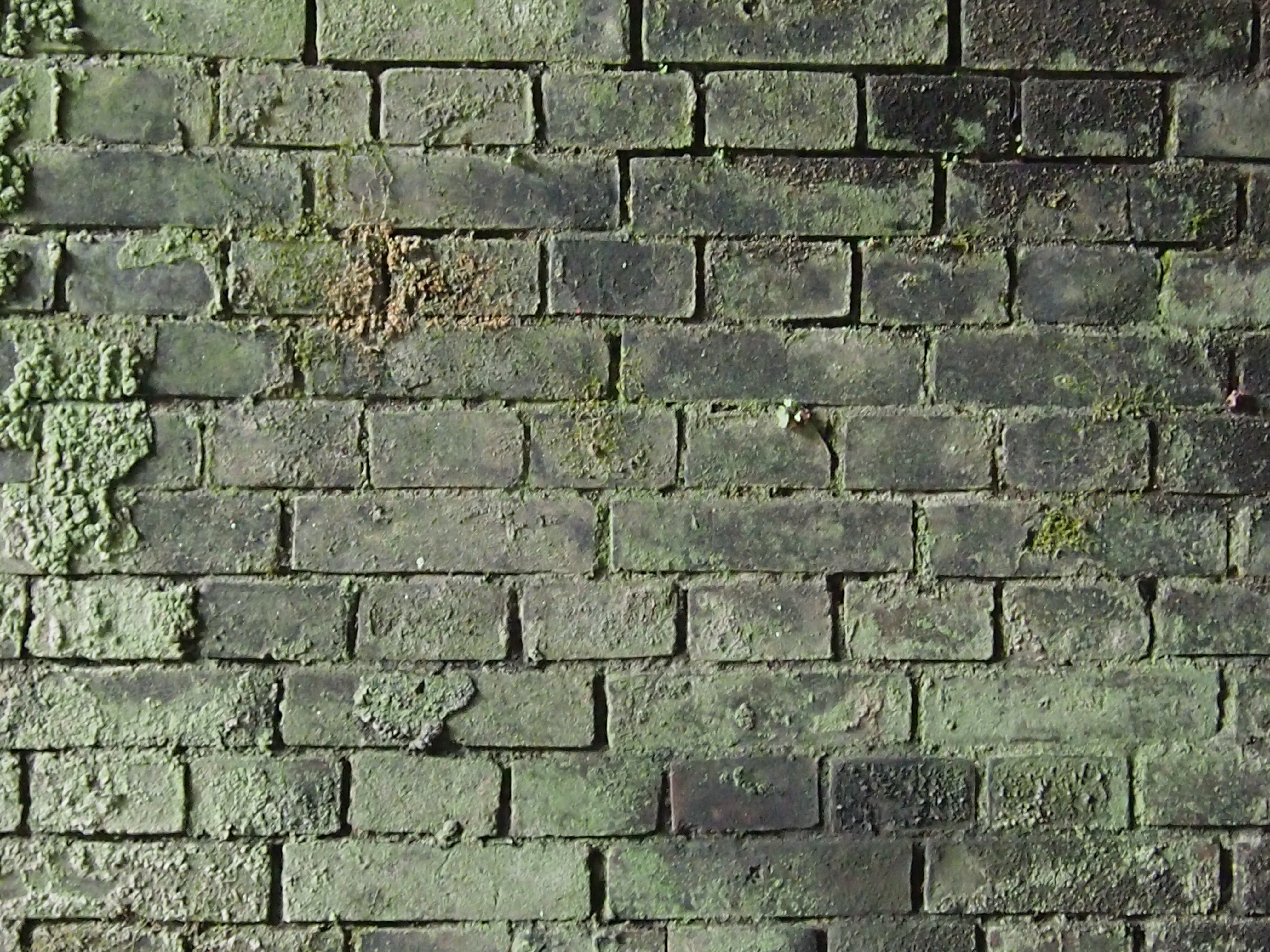
イギリス積み
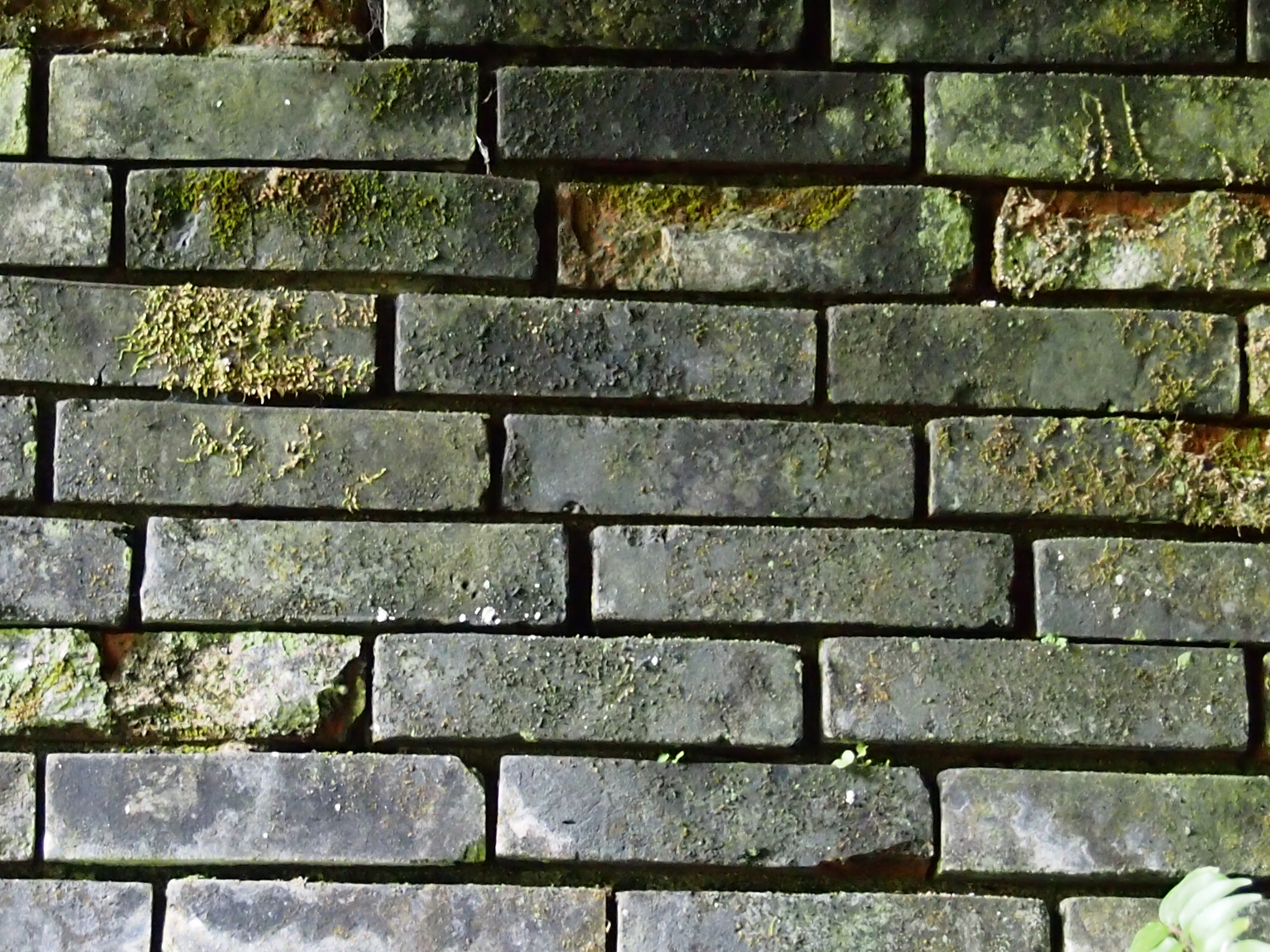
長手積み
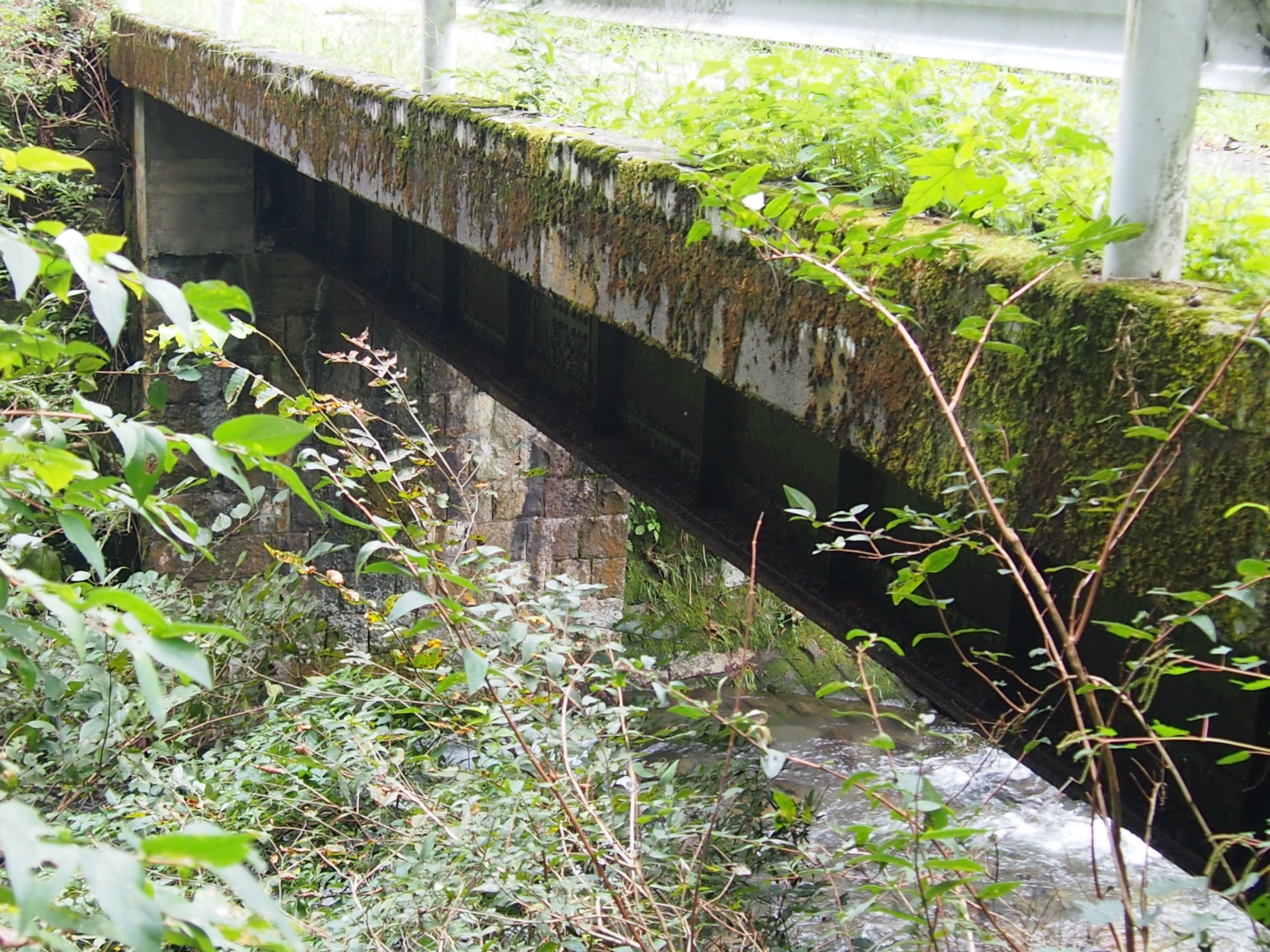
桁橋（ガーダー橋）